# Encarna Sánchez
Encarna Sánchez Jiménez (19. září 1935, Carboneras – 5. dubna 1996,Alcobendas, Madrid, Španělsko) byla španělská rozhlasová moderátorka a komentátorka aktuálních témat. Její názory byly považovány převážně za konzervativní a měly velký vliv na nižší a střední společenskou vrstvu a na tehdejší španělskou vládu[zdroj?]. Rozhlasové vysílání jejích pořadů bylo spjato s politickými skandály, které přispěly k pádu první socialistické vlády ve Španělsku v roce 1996. Vyhrála třikrát cenu Ondas – ocenění, které se každoročně uděluje ve Španělsku významným publicistickým pořadům a osobnostem publicistiky.
Témata jejích programů nebyly politicky zaměřené a byly podobné těm, které dělala Oprah Winfrey v USA. Encarna se vždy zajímala spíše o témata sociální a byla vždy v přímém kontaktu se svými posluchači, kteří ji volali do studia své problémy.

## Styl
Její styl byl někdy agresivní, ale většinou klidný a během rozhovorů lichotivý. Svým podmanivým hlasem dokázala upoutat pozornost nových posluchačů. Její rozhlasové pořady měly velmi vysokou poslechovost. Během svého veřejného působení si nadělala mnoho nepřátel, na které obsedantně zaměřovala své kritiky. Mezi ně patřili například někteří představitelé televizních pořadů, které se jí nelíbily, nebo politici, o kteří byli podezřelí z korupce.
Další charakteristikou jejích rozhlasových vystoupení, která stojí za povšimnutí, byla velká schopnost improvizace, což oceňovali její inzerenti a ona sama si vybírala, které značky bude ve svých projevech podporovat.

## Život a profesní dráha
Narodila se v Carboneras v provincii Almería jako nejmladší z pěti sourozenců. Její otec pracoval v armádě a zemřel, když jí bylo několik měsíců.
Když jí bylo 14 let, setkávala se po škole se svým chlapcem, který pracoval v regionálních rozhlase. Jednoho dne jí nabídli, aby zaskočila za nemocnou moderátorku. Ředitel programu a zároveň i rozhlasové stanice jí byl tak nadšen, že jí nabídl její první pracovní smlouvu.
Ihned zamilovala do rozhlasu a po roce se přestěhovala do Madridu, aby pokračovala ve studiu mediální komunikace Radia Juventud, které zde mělo svou školu. Dle svých slov složila úspěšně všechny zkoušky během jednoho roku, i když byly určeny na pět let studia.
Už jako profesionálka začala pracovat v Radio Juventud a v Radio España v Madridu a poté přesídlila do San Sebastiánu v Baskicku na severu Španělska, kde měla na starosti obchodní oddělení jedné rozhlasové stanice.
Když se vrátila zpět do Madridu, začala se stávat známou pro svá noční vysílání jako Esto es España, señores (Toto je Španělsko, pánové), CS y buen viaje (CS a šťastnou cestu – CS byla značka sponzora pořadu) a La noche vista por mí (Noc, jak ji vidím já).
V roce 1970 přijala práci v Mexiku a poté působila v rozhlasovém vysílání v Dominikánské republice a v Los Angeles, zatímco studovala rozhlasovou produkci v televizi ABC. V Los Angeles se provdala za jednoho podnikatele, ale manželství trvalo pouze tři roky. Zpátky do Španělska se vrátila v roce 1975, kdy země po smrti Francisca Franca přecházela k demokracii.
Ačkoliv byla poměrně populární, prozatím neměla vysílání, které by pokrývalo celou zemi. Situace se změnila, když byla zaměstnána pro stanici COPE, kterou neopustila až do své smrti.
V letech 1978-1981 se stala královnou nočních vysílání se svým pořadem Encarna de Noche (Noční Encarna). Od roku 1981 představila nový odpolední pořad Directamente Encarna (Encarna na příjmu).
V roce 1992 onemocněla rakovinou plic. Nemoci čelila svou typickou odvahou, pracovitostí a vzdorem. Několik měsíců během čtyřletého boje s rakovinou každé ráno létala letadlem do Švýcarska na léčení a ve čtyři hodiny odpoledne už byla připravena zpět ve studiu na živé vysílání.
Počátkem roku 1996, když čím dál více začínala chybět v pravidelném vysílání, se začaly šířit spekulace o jejím onemocnění, které ona sama nechtěla zveřejnit a prosila své blízké přátele, aby neříkali, že se jedná o rakovinu. Během posledních měsíců příležitostně do rádia nedocházela, ale telefonovala. Nechtěla, aby se vedení společnosti dozvědělo, jak vážné je její onemocnění. Naposledy, kdy se během těchto telefonátů byl slyšet její hlas, se zmínila o nemoci jako o “ malé obtíži, kvůli které ji lékař doporučil pár dní odpočinku“. Řekla “milionům přátelům“, které ji podporovali, že „“zvuk rádia byl pro mě a stále bude tou nejkratší cestou k pochopení přátelství a především důvěry. Nyní jsem tady. Brzy se zase budete smát. Brzy se se mnou setkáte. Brzy budu moci odvážně říct: Třeste se všichni podvodníci!!
Zemřela na rakovinu plic 5. dubna 1996. Její popel byl rozptýlen do Středozemního moře.

## Spory
Jedním z nejznámějších sporů byl ten, který vedla s humoristy Martes y Trece. Nejznámější parodií této dvojice byla scénka z roku 1986, která se točila okolo zmatené matky, která volá do pořadu Noční Encarna, zatímco smaží pirohy, aby vyprávěla o svých synech, kteří vykonávají vojenskou službu v Móstoles – město v okolí Madridu. Parodie se rozvíjí až do okamžiku úplného zmatení, kdy dotyčná volající plete všechny části příběhu dohromady a výsledkem je, že vypráví o tom, jak smaží své syny a že Móstoles hoří. Scénka byla prvotně parodií na ženy, které mají problém vyjádřit se v krátkém čase jednoho telefonátu. Hovory žen v domácnostech, které volaly, aby se sáhodlouze vypovídaly, tvořily velkou část posluchačů Encarniných pořadů. Problém přišel o rok později, kdy předmětem posměchu se stala ona sama a její přítelkyně, španělská zpěvačka, Isabel Pantoja. Zažalovala Martés y Trece, protože v jedné z jejich bezpočetných scének naráželi na to, že tyto dvě ženy mají mezi sebou intimní vztah.
V posledních letech se začal v bulvárních pořadech přetřásat její život a na povrch vyplula její homosexuální orientace a nemožnost si ji připustit. Po její smrti se řada jejích blízkých zřekla přátelství s ní a odmítají být nadále spojováni s její osobou.